# Àhmad ibn Abi-Duad
Abu-Ubayd-Al·lah Àhmad ibn Abi-Duad al-Iyadí (àrab: أبو عبيد الله أحمد بن أبي دؤاد الإيادي, Abū ʿUbayd Allāh Aḥmad b. Abī Duʾād al-Iyādī), més conegut senzillament com a Àhmad ibn Abi-Duad (776 - 854) fou un cadi mutazilita de Bagdad. Va esdevenir conseller d'al-Mamun i sota recomanació d'aquest abans de morir, el seu successor al-Mutasim (833-842) el va nomenar (833) com a gran cadi. Va restar al càrrec sota al-Wathik (842-847). Va ajudar a proclamar califa al-Mutawàkkil, (847-861) però aquest li fou hostil, ja que simpatitzava amb els sunnites i no amb els mutazilites. Va patir una apoplexia i va transmetre el seu càrrec al seu fill Abu l-Walid Muhammad que ja era el seu naib (lloctinent) des del 833, però aquest fou destituït el 851/852 i empresonat amb els seus germans; els béns de tota la família foren confiscats, i encara que foren alliberats no es van recuperar de la desgràcia. Muhammad va morir el maig/juny del 854 i Ahmad tres setmanes després (juny del 854).